# Герасимов, Кирилл Михайлович
Кирилл Михайлович Герасимов — советский хозяйственный, государственный и политический деятель. Инженер-капитан.

## Биография
Родился в 1911 году в Камызяке. Член КПСС.
Окончил Сталинградский механический институт.
В 1929—1942 — плотник на строительстве Сталинградского тракторного завода, конструктор, заведующий бюро подготовки производства Сталинградского тракторного завода.
В 1943—1961 — заместитель главного инженера — главный технолог Сталинградского тракторного завода.
В 1961—1962 — начальник управления машиностроения Нижне-Волжского совнархоза.
В 1962—1976 — директор производственного объединения «Баррикады».
За разработку и внедрение технологии серийного изготовления уникальных заготовок роторов турбогенераторов мощностью 200—300—500 тыс. кВт был в составе коллектива удостоен Государственной премии СССР в области науки и техники 1968 года.
Делегат XXIV съезда КПСС.
Умер в Волгограде в 1979 году.

## Волгоградский футбол
Как директор двигателестроительного завода содействовал развитию футбольного клуба «Ротор»

## Награды
- Орден Ленина
- Орден Трудового Красного Знамени (дважды)
- Орден Красной Звезды
- Орден Знак Почёта
- Медаль «За оборону Сталинграда»